# Граб восточный
Граб восточный (лат. Carpinus orientalis), или Граб чёрный, или Грабинник — вид лиственных деревьев из рода Граб (Carpinus) семейства Берёзовые (Betulaceae).

## Распространение и экология
В природе ареал вида охватывает Балканы, Крым, Кавказ, Малую Азию и Иран.
Произрастает в нижнем и реже в среднем поясе гор, до 1200 м над уровнем моря, главным образом на солнечных склонах, по лесным опушкам, на каменистых сухих известковых почвах, часто в подлеске хвойных лесов, входит в состав шибляка. На опушках широколиственных лесов иногда образует труднопроходимые заросли.
Растет вместе с пушистым дубом (Quercus pubescens), фисташкой (Pistacia), держи-деревом (Paliurus spina-christi), скумпией (Cotinus), ладанником (Cistus), жасмином (Jasminum), иглицей (Ruscus) и древовидными можжевельниками (высоким (Juniperus excelsa), вонючим (Juniperus foetidissima), колючим (Juniperus oxycedrus)).
Растёт очень медленно и редко достигает возраста в 100—120 лет. Теплолюбив, теневынослив, не зимостоек.

## Ботаническое описание
Небольшое листопадное дерево, вырастающее до 5—8 м в высоту, в редких случаях до 18 м. Ствол диаметром до 25 см, часто кривой и ребристый. Крона густая, яйцевидная или округлая. Кора серого цвета. Молодые ветки и черешки листьев мохнато-волосистые.
Почки мелкие, длиной 3—4 мм, яйцевидные, красно-коричневые, с реснитчатыми чешуями. Листья овально-эллиптические или овальные, длиной 2—5 см, шириной 1,2—3 см, острые, в основании притуплённые или слабо сердцевидные, остро-удвоенно-пильчатые, голые и глянцевитые сверху, более светлые снизу, тёмно-зелёные летом и лимонно-жёлтые осенью, на черешках длиной 3—10 мм. Прилистники ланцетные, снаружи волосистые.
Тычиночные серёжки густые, длиной 1,5 см. Прицветные чешуи притуплённые, почти плоские, по краю реснитчатые, вдвое превышающие волосистые сверху пыльники. Пестичные серёжки светло-зелёные, густые, овальные или продолговато-овальные, длиной 3—8 см, диаметром 2—3,5 см, на ножке длиной 12—18 мм. Прицветные чешуи овальные, плоские, без лопастей, вверху заостренные, длиной 1,4—2,2 см, шириной 7—13 мм, по краю неравнозубчатые.
Плод — овальный, слегка сдавленный, бурый, слегка блестящий орешек с 8—12 слабо выдающимися рёбрами, вверху волосистый.
Цветение в апреле. Плодоношение в июне — июле.

## Значение и применение

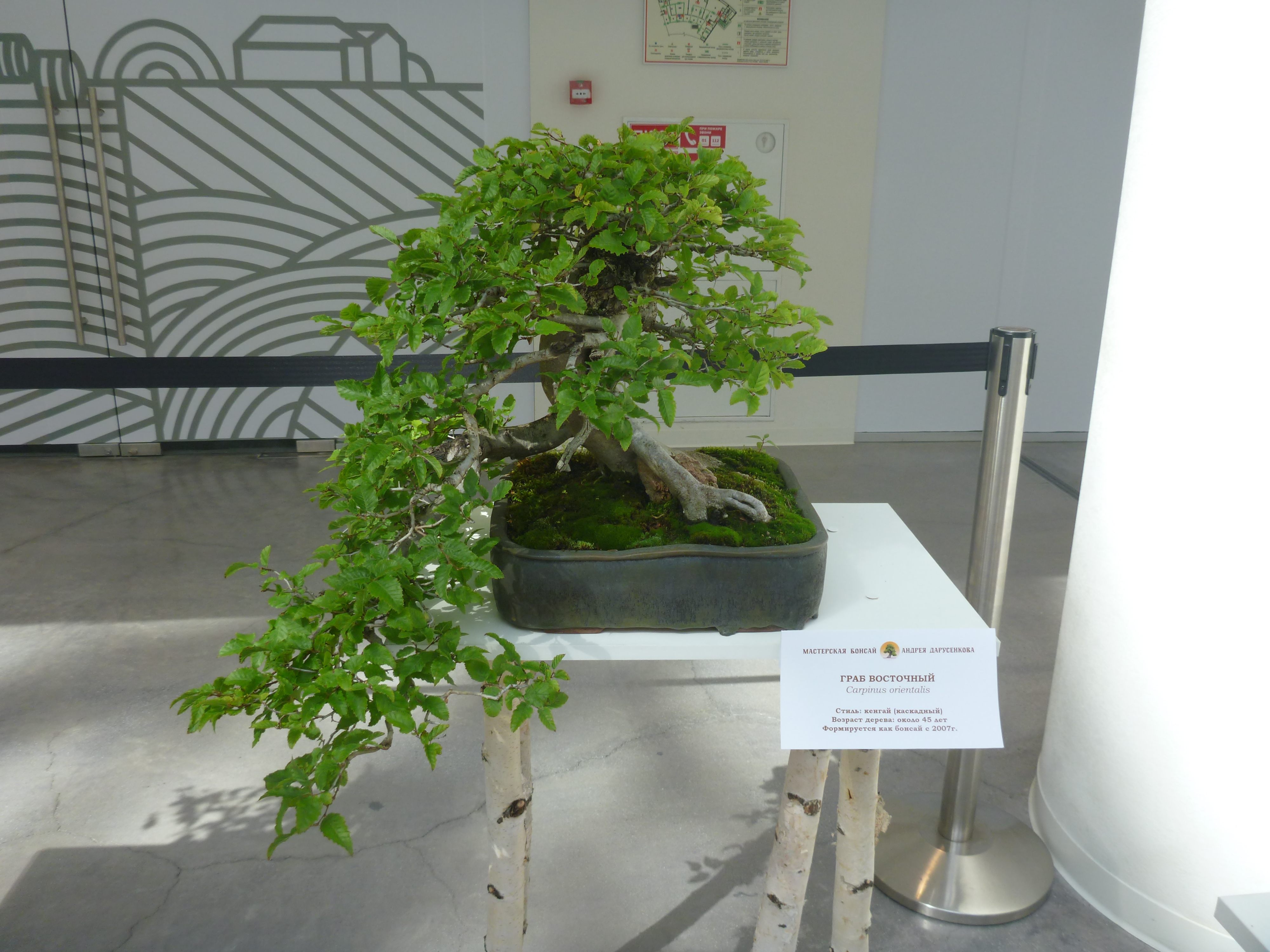
Граб восточный, сформированный в бонсай

В культуре известен с 1739 года, но мало распространён. В посадках весьма декоративен. Сильно ветвится и легко выдерживает сильную подстрижку, благодаря чему образует хорошие живые изгороди и шпалеры.
Древесина очень плотная и может идти на мелкие поделки.
Зимой поедается благородным оленем. Листья используются для кормления скота зимой.
В листьях содержится 7—10 % таннидов, в коре 3—5 %.

## Таксономия
Вид Граб восточный входит в род Граб (Carpinus) подсемейства Лещиновые (Coryloideae) семейства Берёзовые (Betulaceae) порядка Букоцветные (Fagales).
|  |                                      |  |                                                             |                                                             |                     |  | ещё 7 семейств (согласно Системе APG II) | ещё 7 семейств (согласно Системе APG II)                   |                                                            |  |  |  | ещё 3 рода   | ещё 3 рода         |  |  |
|  |                                      |  |                                                             |                                                             |                     |  | ещё 7 семейств (согласно Системе APG II) | ещё 7 семейств (согласно Системе APG II)                   |                                                            |  |  |  | ещё 3 рода   | ещё 3 рода         |  |  |
|  |                                      |  |                                                             | порядок Букоцветные                                         |                     |  |                                          |                                                            | подсемейство Лещиновые                                     |  |  |  |              | вид Граб восточный |  |  |
|  |                                      |  |                                                             | порядок Букоцветные                                         |                     |  |                                          |                                                            | подсемейство Лещиновые                                     |  |  |  |              | вид Граб восточный |  |  |
|  | отдел Цветковые, или Покрытосеменные |  |                                                             |                                                             | семейство Берёзовые |  |                                          |                                                            | род Граб                                                   |  |  |  |              |                    |  |  |
|  | отдел Цветковые, или Покрытосеменные |  |                                                             |                                                             |                     |  |                                          |                                                            |                                                            |  |  |  |              |                    |  |  |
|  |                                      |  | ещё 44 порядка цветковых растений (согласно Системе APG II) | ещё 44 порядка цветковых растений (согласно Системе APG II) |                     |  |                                          | ещё одно подсемейство, Берёзовые (согласно Системе APG II) | ещё одно подсемейство, Берёзовые (согласно Системе APG II) |  |  |  | ещё 40 видов |                    |  |  |
|  |                                      |  |                                                             | ещё 44 порядка цветковых растений (согласно Системе APG II) |                     |  |                                          |                                                            | ещё одно подсемейство, Берёзовые (согласно Системе APG II) |  |  |  |              |                    |  |  |